# Charinus pescotti
Charinus pescotti är en spindeldjursart som beskrevs av Dunn 1949. Charinus pescotti ingår i släktet Charinus och familjen Charinidae. Inga underarter finns listade i Catalogue of Life.